# Baskervilles hund (film, 2002)
Baskervilles hund (engelska: The Hound of the Baskervilles) är en brittisk mysteriefilm från 2002 i regi av David Attwood. Filmen är baserad på Arthur Conan Doyles Sherlock Holmes-roman Baskervilles hund från 1902. I huvudrollerna ses Richard Roxburgh, Ian Hart och Richard E. Grant.

## Rollista i urval
- Richard Roxburgh - Sherlock Holmes
- Ian Hart - Doktor Watson
- Richard E. Grant - Jack Stapleton
- Matt Day - Sir Henry Baskerville
- John Nettles - Dr. James Mortimer
- Geraldine James - Mrs. Mortimer
- Neve McIntosh - Beryl Stapleton
- Ron Cook - Mr. Barrymore
- Liza Tarbuck - Mrs. Barrymore
- Danny Webb - Kommissarie Lestrade